# Feliz de novo
Feliz de novo è il dodicesimo brano dell'album di debutto Tem que valer del gruppo brasiliano Kaleidoscópio, estratto come singolo nel 2005. Ha ottenuto un discreto successo in Brasile ed in Italia, in cui è stato anche cantato al Festivalbar 2005. Il ritornello è stato utilizzato come sottofondo di uno spot della Vodafone per un lasso di tempo. Il singolo viene inserito anche nella compilation del Festivalbar del 2005.